# Storbritanniens Grand Prix 1971
Storbritanniens Grand Prix 1971 var det sjätte av elva lopp ingående i formel 1-VM 1971.

## Resultat
1. Jackie Stewart, Tyrrell-Ford, 9 poäng
2. Ronnie Peterson, March-Ford, 6
3. Emerson Fittipaldi, Lotus-Ford, 4
4. Henri Pescarolo, Williams (March-Ford), 3
5. Rolf Stommelen, Surtees-Ford, 2
6. John Surtees, Surtees-Ford, 1
7. Jean-Pierre Beltoise, Matra
8. Howden Ganley, BRM
9. Jo Siffert, BRM
10. François Cévert, Tyrrell-Ford
11. Nanni Galli, March-Ford
12. Tim Schenken, Brabham-Ford (varv 63, växellåda)

### Förare som bröt loppet
- Reine Wisell, Lotus-Pratt & Whitney (varv 57, för få varv)
- Andrea de Adamich, March-Alfa Romeo (56, för få varv)
- Peter Gethin, McLaren-Ford (53, motor)
- Jacky Ickx, Ferrari (51, motor)
- Clay Regazzoni, Ferrari (48, oljetryck)
- Chris Amon, Matra (35, motor)
- Denny Hulme, McLaren-Ford (32, motor)
- Derek Bell, Surtees-Ford (23, upphängning)
- Mike Beuttler, Clarke-Mordaunt-Guthrie (March-Ford) (21, oljetryck)
- Dave Charlton, Lotus-Ford (1, motor)
- Graham Hill, Brabham-Ford (0, olycka)
- Jackie Oliver, McLaren-Ford (0, olycka)